# Pegomya bella
Pegomya bella este o specie de muște din genul Pegomya, familia Anthomyiidae, descrisă de Stein în anul 1911. Conform Catalogue of Life specia Pegomya bella nu are subspecii cunoscute.